# 佐久間絢子
佐久間 絢子（さくま あやこ、1984年12月12日 - ）は、千葉県出身の歯科医師、元ファッションモデル、タレント。
身長160cm、血液型AB型。鶴見大学歯学部卒業。

## 来歴
- 1991年（小学1年生）、得意なバレエとピアノの表現力豊かな長所を生かしたいという母親の勧めで劇団ひまわりに所属。フジテレビ系列のドラマ「天津甘栗」にて共演者である蛭子能収の娘役（牧子役）でテレビデビュー。当時の監督に気に入られ同テレビ系列「栗ごはん」の子役（友里役）にも抜擢されたが、1994年（小学4年生）に中学受験のために同劇団を退団し、芸能活動を休止[2]。
- 2003年5月、大学受験の浪人中に東京都内でスカウトされ、2ヵ所の事務所に所属。「浪人生ということを考慮して頂き、いつ辞めてもいいという条件で（事務所に）入りました」（本人談話）という。この時にスカウトされて所属したのはタレント事務所のインターアクトとモデル事務所のRITZ。
- インターアクトでは2003年8月5日放送の「ブーケをねらえ!」に出演。RITZでは、2004年1月号「BLENDA」の広告モデルとして誌面に登場した。
- 同年、東京都渋谷区の渋谷109前でフジテレビの制作スタッフにスカウトされ、同年6月30日放送のフジテレビ番組「SDM発！」の「私鉄沿線の君」コーナーに出演し、沿線美少女のランキングで1位となる。その後、同スペシャル番組の出演で同年7月14日放送の「沿線美少女」コーナーで優勝。トロフィーや賞金の他、歌手の野口五郎から歌をプレゼントされた。
- 2004年4月に鶴見大学歯学部に入学。モデル事務所+Red PHOTO CLUBに所属しモデル活動を再開し、定期的なモデル撮影会を行った。
- 2007年4月4日、公式ブログ「きょうのあやこ」を開設。2008年秋に創刊される雑誌（2008年3月の時点で誌名は不明）の専属モデルになることが決定した。
- 2011年3月に鶴見大学歯学部卒業後、研修医前期を都内の審美歯科クリニックで務め、後期は母校の鶴見大学歯学部付属病院で研修を受けた[3]。
- 2019年4月20日（日本テレビ系 マツコ会議「女医の婚活パーティー第二弾」に出演。収録後、マツコ・デラックスに抜擢され、女医アヤコ先生として後追い個人ロケに出演。
- 2019年4月に雑誌東京カレンダー公式インフルエンサーになり、インスタグラマーとして活躍中。

## 人物
- 特技はピアノ、モダン・バレエ、歌、料理、ボディーボード。うちモダンバレエは3歳から10歳まで習っていたためダンスは得意。また、ピアノは3歳から15歳までヤマハミュージックの音楽教室に通い、上級コースを卒業している。
- 家族構成は両親の3人家族。ラブラドール・レトリバー（愛称：ラルオ）という犬を飼っている。
- 小学6年生の頃の家庭教師が歯学部生であったため、その頃から将来は歯科医師になりたいという夢を抱いた[3]。
- 通学している歯学部を卒業した後は、歯科医とモデル業や芸能活動を両立させたいという（本人談）。
- グラビア活動はしていないが、ファンからの水着姿が見たいとの要望に応え、2007年8月4日付けの公式ブログで水着姿を初披露するなど、ファンサービスは旺盛。
- 酒類は強い方だが、スパークリングワイン、カシスウーロン、梅酒オン・ザ・ロック、キウイサワーを好む。
- 愛称の「あやりん」はブログ上でファンから愛称を募集して決めたもの。

## TV

### ドラマ
- 『栗ごはん』（フジテレビ系列the dramatic company） - 牧子役
- 『天津甘栗』（フジテレビ系列the dramatic company） - 友里役

### バラエティ番組
- SDM発!「私鉄沿線の君」（フジテレビ系 2003年6月30日）
- SDM発!スペシャル「沿線美少女」（フジテレビ系 2003年7月14日）
- ペット大集合!ポチたま（テレビ東京系 2005年9月9日） - 愛犬と母親とともに出演
- マツコ会議「女医の婚活パーティー第二弾」（日本テレビ系 2019年4月20日）
- マツコ会議「アヤコ先生後追い個人ロケ」（日本テレビ系 2019年4月20日）

## 雑誌
- 「BLENDA」
- 「Popteen」
- 「AneCan」
- 「ゼクシィ」
- 「東京カレンダー」